# Елена Ангелина Комнина
Елена Ангелина Комнина (на гръцки: Έλένη Ἀγγελίνα Κομνηνή) е дъщеря на севастократор Йоан I Дука, владетел на Тесалийското княжество около 1268 – 1289 г., и на на съпругата му от арумънски произход, известна само с монашеското си име Хипомона.
През 1275 г. византийският император Михаил VIII Палеолог изпраща голяма армия, за да подчини владенията на баща ѝ. Византийците обсаждат столицата на Йоан, Неопатра, но той успява да избяга и да потърси помощ от атинския херцог Жан I дьо ла Рош. Жан I оказва необходимата помощ на севастократора, в замяна на което бил уговорен брак между Елена и брат му, Гийом I дьо ла Рош, бъдещ атински херцог (1280 – 1287). Освен това Атинското херцогство придобива и градовете Сидерокастрон, Зейтунион, Гравия и Гардики, преотстъпени му като нейна зестра.
Елена Комнина и Гийом имат един син, Ги II дьо ла Рош (управлявал 1287 – 1308). След смъртта на Гийом Елена става регент на непълнолетния им син, управлявайки, докато той навърши пълнолетие. През 1289 г. тя отказва да признае сюзеренитета на новия ахейски принц, Флоран дьо Ено, а неаполитанският крал, Шарл II Анжуйски, като общ сюзерен на всички франкски княжества в Гърция, трябвало да я застави да се подчини. През 1291 г. Елена се омъжва повторно за Юг дьо Бриен, граф на Лече, който става баюл на атинското херцогство. Това позволява на Елена отново да оспори сюзеренитета на Ахея и да настоява за правото си да отдава омаж директно на неаполитанския краля. Шарл II се поколебал, но в крайна сметка Флоран дьо Ено надделял и когато Ги II дьо ла Рош навършил пълнолетие през 1296 г., той признал Флоран и съпругата му Изабела дьо Вилардуен за свои сюзерени.

## Цитирана литература
- Fine, John V. A. Jr. (1994). The Late Medieval Balkans: A Critical Survey from the Late Twelfth Century to the Ottoman Conquest. Ann Arbor, Michigan: University of Michigan Press, ISBN 978-0-472-10079-8, OCLC 749133662, https://books.google.com/books?id=LvVbRrH1QBgC

- Longnon (1969). The Frankish States in Greece, 1204 – 1311, In: Setton, Kenneth M. (ed). A History of the Crusades, Volume II: The Later Crusades, 1189–1311 (2nd edition). Madison, Milwaukee, and London: University of Wisconsin Press, pp. 234 – 275, ISBN 0-299-04844-6, http://digicoll.library.wisc.edu/cgi-bin/History/History-idx?type=article&did=History.CrusTwo.i0021&id=History.CrusTwo
- Polemis, Demetrios I. The Doukai: A Contribution to Byzantine Prosopography.   London, The Athlone Press, 1968.
- ((de)) Trapp, Erich; Beyer, Hans-Veit; Walther, Rainer et al. (2001) [1976–1996]. Prosopographisches Lexikon der Palaiologenzeit, CD-ROM. Wien: Verlag der Österreichischen Akademie der Wissenschaften, ISBN 3-7001-3003-1, https://archive.org/details/ErichTrappProsopographischesLexikonDerPALAIOLOGENZEIT/mode/2up

|  | Тази страница частично или изцяло представлява превод на страницата Helena Angelina Komnena в Уикипедия на английски. Оригиналният текст, както и този превод, са защитени от Лиценза „Криейтив Комънс – Признание – Споделяне на споделеното“, а за съдържание, създадено преди юни 2009 година – от Лиценза за свободна документация на ГНУ. Прегледайте историята на редакциите на оригиналната страница, както и на преводната страница, за да видите списъка на съавторите. ВАЖНО: Този шаблон се отнася единствено до авторските права върху съдържанието на статията. Добавянето му не отменя изискването да се посочват конкретни източници на твърденията, които да бъдат благонадеждни. |